# Salammbô (jeu vidéo)
Pour les articles homonymes, voir Salammbo (homonymie).
Salammbô est un jeu vidéo d'aventure développé et édité par le studio français Cryo Interactive en 2003. Il s'inspire librement du roman Salammbô de Gustave Flaubert ainsi que des trois albums de la bande dessinée Lone Sloane qu'en avait tiré Philippe Druillet dans les années 1980. Philippe Druillet a participé au développement du jeu, lequel, comme sa bande dessinée, transpose l'intrigue du roman dans un univers mêlant science-fiction et fantasy. La musique du jeu utilise notamment la symphonie nº 9 de Dvořák.

## Synopsis
Au IIIe siècle av. J.-C., Carthage vient de perdre la première guerre punique qui l'opposait à Rome. Pire : les mercenaires qu'elle avait engagés pendant la guerre assiègent la ville en réclamant leur paie, contraignant les dirigeants carthaginois à des négociations délicates. Le joueur incarne Spendius, un serviteur et ami de Mathô, chef des mercenaires. Au début du jeu, Spendius est emprisonné dans une prison carthaginoise. Il s'en évade, et est aidé au cours de son évasion par la belle Salammbô, fille du général Hamilcar et prêtresse de Tanit. Salammbô confie à Spendius une mission : aller remettre à Mathô une statuette en signe de l'amour qu'elle lui porte. Malheureusement, à son arrivée au campement mercenaire, Spendius ne tarde pas à se rendre compte qu'il ne peut plus compter sur la protection de Mathô. Trahi, l'esclave doit à nouveau fuir, et, pour se venger, se met en tête de déclencher une guerre entre les mercenaires et Carthage.

## Système de jeu
Comme la majorité des jeux développés par Cryo, Salammbô est un jeu d'aventure en pointer et cliquer. Le joueur évolue dans un environnement en décors d'images de synthèse pré-calculées et dispose d'une liberté de mouvement à 360 degrés. Le curseur de la souris reste en permanence au centre de l'écran : quand le joueur déplace la souris, c'est le décor qui défile. Le curseur change de forme selon les actions possibles : lorsque le joueur peut se déplacer, le curseur prend la forme d'un doigt pointant vers l'avant ; lorsque l'on peut saisir un objet, le curseur se change en main faisant le geste de prendre quelque chose ; quand il est possible d'actionner un mécanisme ou d'effectuer une action de ce genre à un endroit donné, le curseur se change en engrenage. Les objets que Spendius transporte sur lui sont stockés dans un inventaire que l'on affiche quand on en a besoin, et il est possible de combiner plusieurs objets entre eux pour résoudre certaines énigmes. Si le jeu proprement dit se déroule en vue subjective, les scènes cinématiques sont filmées à la troisième personne, permettant ainsi au joueur de voir l'apparence de Spendius.

## Développement

### Préproduction
Salammbô est le second travail en commun entre Philippe Druillet et Cryo Interactive après leur première collaboration sur Ring : l'Anneau des Nibelungen, autre jeu vidéo d'aventure de science-fiction librement inspiré d'une œuvre classique, dont Druillet avait élaboré les graphismes. Pour Salammbô, originellement inspiré de sa libre adaptation en bande dessinée du roman de Flaubert, Druillet assure la direction artistique du jeu en collaboration avec le chef de studio Grégoire Valayer et avec les artistes en chef (lead artists) Alexandre Litchencko et Mathieu Van Eec ; Druillet réalise les croquis préparatoires des décors et des personnages.

### Histoire éditoriale
Cryo Interactive avait fait faillite en 2002, mais avait été racheté par DreamCatcher Interactive. En octobre 2008, les droits sur le jeu Salammbô sont rachetés par Microïds en même temps que l'ensemble du catalogue Cryo.

## Accueil
Le jeu reçoit un accueil globalement positif, avec des critiques allant du moyennement bon à l'excellent. Parmi les sites agrégateurs de critiques, MobyGames attribue au jeu une moyenne de 72 % fondée sur 13 critiques, Metacritic une moyenne de 77 % fondée sur 5 critiques, et GameRankings une moyenne de 75,40 % fondée sur 5 critiques.
Le site Adventure Gamers donne au jeu la note de 3,5/5 et Jeux Vidéo Magazine la note de 10/20.